# 연평 (후한)
연평(延平)은 중국 후한(後漢) 상제(殤帝)의 연호이다. 106년 한해 동안 사용하였다. 8월에 상제의 뒤를 이어 즉위한 안제(安帝)가 남은 4개월 동안 이어서 사용하였으며 107년에 개원하였다.

## 개원
연평(延平) 원년 1월 1일(106년 2월 21일)에 연호를 연평(延平)으로 개원함.

## 연대대조표
| 연평                | 원년       |
| 서력                | 106년      |
| 육십간지 (六十干支) | 병오(丙午) |

## 같이 보기
- 다른 왕조의 같은 연호
  - 후연(後燕) 연평(397년)

- 중국의 연호